# Bunuri mobile din domeniul artă decorativă clasate în patrimoniul cultural național al României aflate în județul Vrancea
Acestă listă conține bunurile mobile din domeniul artă decorativă clasate în Patrimoniul cultural național al României aflate la momentul clasării în județul Vrancea.

## Tezaur
| Foto | Informații generale | Detalii tehnice                                                                | Descriere | Deținător                     | Legături |
| ---- | ------------------- | ------------------------------------------------------------------------------ | --- | ----------------------------- | -------- |
|      | Piuliță             | Datare: Sec. XVII Școală: Atelier german Material: bronz turnat                | Tronconică, cu gura evazată, două mici anse în U. Pe corp, decor în ușor relief, cu cercuri, inscripția pe o centură mediană. Stare de conservare mediocră. Inscripție: SINGER 1652 FRID ET ELISE.       | Colecții particulare, Vrancea | Cimec    |
|      | Ladă                | Datare: Sec. XVII (?) Școală: Atelier toscan (atribuit) Material: nuc sculptat | De formă paralelipipedică, cu partea anterioară divizată în 3 panouri de montanți sculptați cu frunză de acant; friza inferioară cu motiv godron; mânere pentru transport. Stare de conservare mediocră. | Colecții particulare, Vrancea | Cimec    |

## Fond
| Foto | Informații generale                                   | Detalii tehnice                                                                                          | Descriere                                                                                                   | Deținător                                              | Legături |
| ---- | ----------------------------------------------------- | --- | --- | ------------------------------------------------------ | -------- |
|      | Cădelniță Autor: Mihail Caras (poanson de meșter: MC) | Datare: 1916 Material: argint 750/1000; ștanțare; ornamente în relief mic realizate manual după ștanțare | Cădelniță din argint cu ornamente în relief mic realizate manual după ștanțare. Datată în inscripție: 1916. | Biserica „Adormirea Maicii Domnului” Precista, Focșani | Cimec    |